# María Francisca Díaz-Carralero Rodelgo
María Francisca Díaz-Carralero Rodelgo, conocida como “la ciega de Manzanares”, (Manzanares, 10 de octubre de 1818 – Ibidem, 26 de julio de 1894) fue una poeta improvisadora española del siglo XIX.

## Biografía
Díaz-Carralero nació en la provincia de Ciudad Real en el seno de una familia humilde procedente de Tembleque, en la provincia de Toledo. Fue invidente desde sus primeros días de vida, y se quedó huérfana a los diez años, al cuidado de su hermana, Juliana, que era mayor que ella. Esta difícil situación familiar hizo que tuviera que dedicarse a mendigar desde muy pequeña para ganarse la vida. Aparte de pedir dinero, improvisaba versos que ella misma componía a los transeúntes y hablaba en latín con aquellos viajeros que, por circunstancias del viaje, paraban en Manzanares. Sus lugares favoritos para mendigar eran las posadas y la recién inaugurada estación del tren. Los viajeros, entusiasmados con sus poemas y sus conocimientos del latín, la recompensaban con limosnas y así iba sobreviviendo.
Tuvo siempre una gran avidez por aprender y, pese a que sus circunstancias no se lo pusieron fácil, fue capaz de hablar en latín con tanta fluidez como para expresarse en este idioma y que algunos autores la lleguen a considerar una latinista. Lo aprendió en la calle, junto a la ventana de una escuela de latinidad, escuchando las clases que impartía el maestro. Viendo este su interés, y percatado de las capacidades de su oyente, optó por hacerla pasar a sus clases, pero las abandonó por las humillaciones de los demás alumnos debido a su condición de mendiga. Pese a ello, volvió a estudiar latín cuando ya tenía 19 años. Primero, gracias a la pensión que durante un año le proporcionó José María Melgarejo Salafranca, conde del Valle de San Juan, y, después, sufragándose ella las clases con lo que guardaba de las limosnas que percibía.
La popularidad de Díaz-Carralero fue creciendo, ya no solo por quienes la conocieron personalmente sino, también, por las menciones que la prensa de la época hacía de ella. Algunos viajeros ilustres, como Alejandro Dumas, el filósofo inglés Willian George, el periodista y escritor español Modesto Lafuente o Juan Valera, dejaron constancia por escrito de haber conocido a "la ciega de Manzanares". Este reconocimiento la permitió viajar a diferentes lugares de España. Uno de sus viajes más importantes fue el que realizó a Madrid en 1850, donde asistió al Colegio Nacional de Sordomudos y Ciegos (fundado en 1842) donde aprendió, entre otras cosas, a reconocer las letras por el tacto y donde obtuvo excelentes notas. Allí la invitaron a participar en veladas literarias a las que asistían personas relevantes del mundo de la cultura y de la política y donde causó gran admiración con sus repentinas improvisaciones poéticas y su dominio del latín.
Fue tal el impacto que causó en sus oyentes que allí mismo firmaron una instancia para solicitar una pensión de beneficencia a la reina Isabel II. La reina se la concedió y por un año no tuvo que mendigar sus poemas por las calles. La admiración que causaban sus declamaciones, la llevó a viajar a otras ciudades como Granada, Córdoba y Sevilla, viajes que fueron seguidos de cerca por los periódicos del momento. A pesar de esta aparente buena fortuna y reconocimiento, continuó viviendo de la mendicidad hasta su muerte en Manzanares el 26 de julio de 1894 a los 75 años de edad.

## Obra
Al improvisar los versos, apenas se han conservado algunas de las composiciones poéticas de Díaz-Carralero, que quedaron recogidas principalmente en la prensa, en cartas o concursos literarios... Hubo algún proyecto, como el de la poetisa Carolina Coronado, a la que había conocido en 1850, para publicar en un tomo sus mejores composiciones, pero éste nunca vio la luz.

Una de sus composiciones más conocidas es la que habla de su propia ceguera:
“Nací, y en el nacer quedéme ciega,
y lloré sin saber mi desventura:
Hoy sumida en recuerdos y amargura
sólo el llorar mi corazón sosiega.
Su luz, su resplandor el sol me niega;
nunca vi de la luna la hermosura,
ni admiré de la nieve la blancura,
ni vi este rostro que mi llanto riega.”

## Reconocimientos
- En 1874, ganó el certamen literario en honor a la Virgen del Pilar en Zaragoza.[13]
- El Ayuntamiento de Manzanares convoca cada año el Premio Nacional de Poesía “Ciega de Manzanares”.
- En 2019, el Ayuntamiento de Manzanares convocó el Concurso de Fotografía “Ciega de Manzanares”, en el que se valoran fotografías que muestren la discapacidad con un enfoque positivo.
- Tanto en su localidad natal como en otras ciudades españolas, se le han dedicado monumentos y calles en su honor.[14]